# Тежки крайцери тип „Тренто“
Тренто (на италиански: Trento) са тип тежки крайцери на италианския флот от времето на Втората световна война. Всичко от проекта за флота са построени 2 единици: „Тренто“ (на италиански: Trento) и „Триест“ (на италиански: Trieste). Двата кораба загиват в хода на военните действия. Първите „вашингтонски“ крайцери на италианския флот. Принадлежат към първото поколение тежки крайцери и се отличават със слаба защита. Последващо тяхно става тежкия крайцер „Болцано“. Освен това, на базата на „Тренто“ са разработени тежките крайцери от типа „Вейнтисинко де Майо“ за аржентинския флот.

## История на създаването
Проектирането на първите „вашингтонски“ крайцери италианските корабостроители започват през 1923 г. Работите са оглавени от генерал-полковника Филипе Бонфлилиети. Пред разработчиците е поставена амбициозна задача – да създадат крайцери способни да бъдат главната ударна сила на флота. Крайцерите се разработват в рамките на концепцията за нанасяне на мощни артилерийски удари при максимално възможни скорости и далечина. Предполага се, че превъзходството по скорост и далечина на стрелбата ще позволи на корабите да избират удобна позиция и да диктуват своите условия на бой. Счита се, че в условията на Средиземно море, отличаващо се с добра видимост, ще бъде възможно да се води бой на големи дистанции, за това и на броневата защита е отделено второстепенно внимание. Въпреки това, за разлика от първите тежки крайцери на Великобритания и Франция, типът „Тренто“ има брониран пояс между последните кули. В резултат, независимо от занижените изисквания по далечина на плаване, крайцерите надхвърлят договорния лимит от 10 160 тона.
Поръчките за строителство са дадени през 1924 г. „Тренто“ се строи в Ливорно, а „Триест“ в Триест. Любопитно е, че на първо време корабите се числят като леки крайцери (на италиански: incociatory leggeri) и едва през 1930 г., когато италианския флот преминава на международната класификация, те са прекласифицирани в тежки (на италиански: incociatory pesanti).

## Конструкция

### Корпус и компоновка
Гладкопалубният корпус на крайцерите се дели от прегради на 16 водонепроницаеми отсека. Корпусът има висок борд по цялата си дължина с плавен подем от кърмата към носа. Системата на набора е смесена (средната част е по надлъжната система, краищата – по напречната).
Номерацията на шпангоутите започва от центъра и върви към двата края.
Проектното разпределение на теглото изглежда по следния начин:
|                                             | Маса, т    | В проценти |
| ------------------------------------------- | ---------- | ---------- |
| Корпус                                      | 4205,246   | 41,36 %    |
| Арматура на корпуса и оборудване            | 325,1      | 3,20 %     |
| Спомагателни механизми и вътрешни помещения | 503,325    | 4,95 %     |
| Бронева защита                              | 888,33     | 8,74 %     |
| Товар                                       | 522        | 5,13 %     |
| Въоръжение                                  | 1016,97    | 10,0 %     |
| Силова установка                            | 2292,2     | 22,54 %    |
| Електрооборудване                           | 196,1      | 1,93 %     |
| Навигационно оборудване                     | 215,7      | 2,13 %     |
| Стандартна водоизместимост                  | 10 166,135 | 100 %      |

### Въоръжение

#### Главен калибър
Главният калибър на крайцерите от типа „Тренто“ се състои от осем 203-мм оръдия с дължина 50 калибра, от заводите на „Ансалдо“. Разположени са линейно-терасовидно в четири двуоръдейни кули – две в носовата и две в кърмовата части.
Техните първоначални основни характеристики са: тегло на оръдието: 20,6 т, тегло на снаряда: 125,3 кг, тегло на заряда марка „С“: 47 кг, начална скорост на снаряда 905 м/с, скорострелност при ъгъл на възвишение от 15° един изстрел за 18 секунди, при ъгъл на възвишение от 45° – един изстрел за 40 секунди. Зареждането става при фиксиран ъгъл на възвишение от 15°. Максималната далечина на стрелбата е 31 324 м. Вместимост на погребите: 1300 снаряда и 2900 заряда (боекомплектът се състои от 162 снаряда на оръдие, което сумарно прави 1296 снаряда). Впоследствие, поради високото износване на ствола масата на снаряда е намалена до 118,5 кг, а началната скорост до 835 м/сек, далечината при това намалява до 28 км като износването на стволовете значително намалява.

#### Универсален калибър
Универсалният калибър се състои от осем сдвоени 100-мм установки образец 1928 г. на завода „ОТО“.
Първите месеци на гражданската война в Испания показва нарастващата заплаха от страна на авиация. На „Тренто“ и „Триест“ са демонтирани две кърмови установки на 100-мм оръдия. Вместо тях се появяват по две сдвоени установки с 37-мм автомати на фирмата „Бреда“.

#### Лек зенитен калибър
Първоначално са поставени четири 40-мм автомата на фирмата „Викерс“ и четири сдвоени установки с 12,7-мм картечници. Система за управление на огъня няма, има само преносими далекомери.

#### Торпедно въоръжение
Торпедното въоръжение се състои от два четиритръбни 533-мм торпедни апарата. Торпедните апарати са неподвижни и се намират под горната палуба. Боезапасът им се състои от 16 торпеда (осем в апаратите, осем резервни).
За времето на службата си крайцерите използват различни типове торпеда. От 1938 г. основни стават W270/533.4×7.2 «F» на завода на „Уайтхед“ във Фиуме и Si270/533.4×7.2 на завода „Силуфико Италиано“ в Неапол (на италиански: Silurificio Italiano Napoli). И двете торпеда имат дължина 7,2 метра и тегло на бойната част 270 кг. Торпедата плават със скорост от 48 възела 4000 м, а със скорост от 38 възела 10 000 м.

### Брониране
Основният брониран пояс е с дебелина 70 мм. Той се затваря от траверсни прегради, дебелината на които се колебае от 60 до 50 мм. Палубата има дебелина 50 мм.
Барбетите имат дебелина 70 мм, комуникационните тръби над горната палуба имат дебелина 70 мм, а под нея 60 мм, бойната рубка се защитава от плочи с дебелина 100 мм (стени), 40 мм (палуба) и 50 мм (покрив). Кулите имат дебелина 100 мм.
Според изчисленията на италианските конструктори такова брониране дава зона на свободно маневриране от 152-мм полубронебойни британски снаряди на дистанция от 75 до 120 кбт и от 155-мм снаряди на френските леки крайцери на дистанции от 75 до 130 кбт.

### Енергетична установка
В състава на силовата установка влизат дванадесет котела „Яроу“ (с налягане 21 кг/см²), изработената от тях пара постъпва към 4-те турбини „Парсънс“ със зъбен редуктор.
Мощността на всяка турбина съставлява 37 500 к.с. Общата мощност на главната енергетична установка съставя 150 000 к.с. На осемичасовите изпитания корабите достигат скорост на хода от 35,6 възела, на първо време, в открито море, на учения в мирно време достигат 35 възела. Нормалният запас гориво съставлява 2120 т, пълният – 2252 т, далечина на плаване от 4160 мили на ход 16 възела, 3190 на 26 възела, 1010 на 35 възела.
Корабите имат трилопастни гребни винтове въртящи се навън на британската фирма „Manganese Broze and Brass Co.“.
Главните енергетични установки в корпусите на корабите са разположени по следния начин: в 1-во и във 2-ро котелни отделения се намират по четири котела, в носово машинно отделение две турбини, следва 3-то котелно отделение (четири котела), и кърмовото машинно отделение (две турбини). Впоследствие подобна компоновка е използвана на тежкия крайцер „Уичита“ (USS Wichita (CA-45)).
Към юни 1940 г. силовата установка е силно износена и дава не повече от 120 хил. к.с. Скоростта в открито море съставлява около 31 възела.

## История на службата
|          | Заложен            | Спуснат             | Влиза в строй       | Съдба                                                                     |
| -------- | ------------------ | ------------------- | ------------------- | ------------------------------------------------------------------------- |
| „Тренто“ | 8 февруари 1925 г. | 4 октомври 1927 г.  | 3 април 1929 г.     | Потопен на 16 юни 1942 г. в Йонийско море от английската подводница Umbra |
| „Триест“ | 22 юни 1925 г.     | 24 октомври 1926 г. | 21 декември 1928 г. | Потопен на 10 април 1943 г. в Ла Мадалена американската авиация           |

### „Тренто“

#### Довоенна служба
За своето първо плаване „Тренто“ излиза през май 1929 г., когато „Тренто“ и „Триест“ правят поход по Средиземно море със заход в Испания. Така командването на флота демонстрира на света своите нови крайцери. Впоследствие „Тренто“ става своеобразна визитна картичка за Реджина Марина, извършвайки цяла поредица далечни плавания с цел демонстрация на флага. В периода юли – октомври 1929 г. крайцерът се насочва за Южна Америка, посещавайки при това пристанища в Португалия, Бразилия, Аржентина, Уругвай, Испания. В периода септември – ноември 1930 г. „Тренто“ има поход по Източното Средиземноморие с посещаване на Солун, а също на Родос и Лерос. На 4 февруари 1932 г. крайцерът, заедно с разрушителя „Есперо“, отплава за Далечния Изток. По пътя корабите посещават Порт Саид, Аден, Коломбо и Сингапур. На 4 март 1932 г. те пристигат в Шанхай и провеждат около два месеца в китайски води. През април—май 1932 г. „Тренто“ е в Нагазаки, където преминава докуване и на 14 май 1932 г. италианските кораби започват обратния си път. При това те посещават Хонконг, Батавия, Коломбо, Порт Саид и Родос. На 30 юни 1932 г. „Тренто“ пристига в Специя.
На 6 – 7 юли 1932 г. крайцерът участва в морския парад в Неапол, който приема Бенито Мусолини. На 2 декември 1933 г. „Тренто“ заедно с „Триест“ и „Болцано“ влиза в състава на 2-ра дивизия крайцери на Първа ескадра и става неин флагмански кораб. През юни 1934 г. дивизията е преименувана на 3-та дивизия крайцери. „Тренто“ прави поход в Адриатика през юни 1934 г., посещавайки албанското пристанище Драч, а също и Венеция. През март 1935 г. „Тренто“ се отправя на плаване по Източното Средиземноморие, с посещения в Родос и Лерос. Лятото на 1935 г. всички тежки крайцери на италианския флот са концентрирани в Специя, готвейки се за възможни операции против британския флот в навечерието на войната с Етиопия.
През ноември 1936 г. „Тренто“ посещава Саламин, а на 10 – 12 март 1936 г. съпровожда крайцера „Пола“, на който Б. Мусолини прави своята визита в Либия. На 27 ноември 1936 г. „Тренто“ участва във военноморския парад в Неапол в чест на унгарския регент Миклош Хорти. В периода 1936 – 1939 г. „Тренто“ епизодически действа при бреговете на Испания, осъществявайки поддръжка на франкистите в хода на гражданската война. На 5 май 1938 г. взема участие в грандиозния военноморски парад в Неапол в чест на Адолф Хитлер. През май 1939 г. „Тренто“ прави своя последен предвоенен поход по Източното Средиземноморие.

#### Служба във Втората световна война
Към момента на влизането на Италия във Втората световна война, на 10 юни 1940 г., „Тренто“ заедно с „Триест“ и „Болцано“ съставляват 3-та дивизия крайцери на Втора ескадра и се базира в Месина. Командва съединението контраадмирал К. Катанео. Съединението има придаден дивизион разрушители от типа „Солдати“ от четири единици. До капитулацията на Франция крайцерите на 3-та дивизия успяват да извършат само един боен поход на 22 – 23 юни 1940 г. и нямат съприкосновение с противника.
На 9 юли 1940 г. „Тренто“ в числото на другите кораби от италианския флот участва в боя при Калабрия, известен в италианската историография като боя при Пунто Стило. В хода на боя „Тренто“ отначало успешно се отклонява от атаките на британските торпедоносци „Суордфиш“, а след това заедно с другите тежки крайцери влиза в бой с леките крайцери на англичаните, откривайки огън от дистанция около 11 мили. Италианците нямат успех, а след това са пропъдени от огъня на британския линкор „Уорспайт“ (HMS Warspite (03)). Впоследствие „Тренто“ се отклонява от поредната атака на торпедоносците и напуска мястото на сражение в състава на своята дивизия под прикритието на димна завеса, поставена от разрушителите. Като цяло, по мнението на историците, италианските тежки крайцери действат в този бой достатъчно пасивно и не постигат нито едно попадение, макар британските леки крайцери да имат три попадения в крайцера „Болцано“.
На 21 октомври 1940 г. 3-та дивизия се пребазира в Таранто във връзка с окачваното начало на войната против Гърция. Корабите на дивизията се намират на стоянка във вътрешния залив на базата. В нощта на 11 ноември 1940 г. британската палубна авиация атакува Таранто. Макар основния удар на англичаните да нанасят по италианските линкори, атакувани са и италианските тежки крайцери. „Тренто“ получава попадение на 250-фунтова (113,5 kg) полубронебойна бомба. Бомбата попада в района на носовата 100 mm установка на левия борд, пробива палубата и засяда в конструкцията отдолу, но не се взривява. Още на 12 ноември 1940 г. цялата 3-та дивизия крайцери преминава в Месина.
На 26 ноември 1940 г. главните сили на италианския флот отново излизат в морето за удара по британско съединение. В тяхно число и 3-та ескадра, която сега се командва от контраадмирал Л. Сансонети, и включваща „Тренто“, „Триест“ и „Болцано“. Командващия италианската ескадра адмирал И. Кампиони предполага, че противникът разполага със значително по-слаби сили и има намерение да го разгроми. Към пладне на 27 ноември италианското въздушно разузнаване установява, че британските сили са доста по-солидни от очакваното и Кампиони дава заповед да се оттеглят. Но крайцерите на 3-та дивизия се оказват по-близо от всички до неприятеля и са принудени да встъпят в бой. Техни опоненти стават пет британски крайцера – 1 тежък и 4 леки. Италианците откриват огън от дистанция около 10 мили и скоро постигат попадения в тежкия крайцер „Беруик“ (HMS Berwick (65)), на който излизат от строй кърмовите кули. Впоследствие в боя влиза британския линеен крайцер „Ринаун“ (HMS Renown (72)), но неговият огън е неточен. Скоро италианските крайцери успяват да се откъснат от преследването. За времето на боя „Тренто“ изстрелва 92 снаряда на главния калибър. Вече след края на боя крайцерите на 3-та дивизия, прикривайки повреденият разрушител „Лянчиери“, са атакувани от британски пикиращи бомбардировачи „Скюа“, но не получават повреди.

#### Гибелта на „Тренто“
На 14 юни 1942 г. съединение на италианския флот под командването на адмирал Якино излиза в морето за прихващане на британски конвой, плаващ от Александрия за Малта. В неговия състав действа и 3-та дивизия крайцери, в която влизат „Тренто“ и „Гориция“ под флага на контраадмирал А. Парона. В ранното утро на 15 юни 1942 г. италианските кораби са подложени на серия атаки от британската авиация. В 05:15 „Тренто“ получава попадение от торпедо на британски торпедоносец „Бофорт“. Попадение е в района на носовото котелно отделение, което е наводнено. Водата залива и други отсеци на кораба, започва пожар, крайцерът губи ход. Адмирал Якино изпраща на помощ на „Тренто“ два разрушителя, а самият той продължава сближаване с противника. След три часа борба екипажът на крайцера успява да получи контрол на ситуацията, потушава пожара и пуска в действие кърмовото котелно отделение. В 09:00 разрушителят „Пигафета“ започва буксировка на кораба. Но в 09:10 британската подводница „Амбра“ изстрелва по „Тренто“ торпеда от дистанция 2 мили. Едно от тях уцелва крайцера в района на носовата извисена кула, в резултат на което има детонация на носовите артилерийски погреби. „Тренто“ започва бързо да се наводнява и потъва след пет минути в точката с координати 35°10' с.ш. и 18°40' и.д.
Спасени са 602 души от състава на екипажа, в т.ч. 22 офицера. Загиват 549 души, в т.ч. 29 офицера. Сред загиналите се оказва и командирът на „Тренто“ капитан 1-ви ранг Станислао Еспозито, посмъртно удостоен със „Златен медал за войнска доблест“. „Тренто“ е официално изключен от списъците на флота на 18 октомври 1946 г.

### „Триест“

#### Гибелта на „Триест“
В края на 1942 г., с появата на Средиземноморския театър на военните действия на американските тежки бомбардировачи, престоят на италианските кораби в обичайните им бази е оценен като опасен. На 10 декември 1942 г. 3-та дивизия крайцери напуска Месина и преминава в Ла Мадалена – неголям порт на североизточния бряг на Сардиния. Въпреки това, новата стоянка е открита от американското въздушно разузнаване. На 10 април 1943 г. в 13:45 италианските кораби в Ла Мадалена са атакувани от съединение на 84 тежки бомбардировача B-17. В хода на нападението „Триест“ получава ред попадения от 1000-фунтови (454 kg) авиобомби. Крайцерът получава тежки повреди, разрушени са надстройките, започва теч и пожар. Двучасовата борба за спасяване на кораба няма успех и в 16:13 „Триест“ се преобръща и потъва на дълбочина 20 m. Загуби сред екипажа – 30 убити, 50 ранени. Корабът е официално изключен от списъците на флота на 18 октомври 1946 г. заедно със систършипа.

## Оценка на проекта
Корабите от типа „Тренто“ стават типичен представител на първото поколение „вашингтонски“ крайцери, оказващи се неудачни бойни единици. В края на 1920-те години за конструкторите е трудно са съвместят в стандартна водоизместимост от 10 000 тона солидно брониране, мощна силова установка и въоръжение от осем–девет 203 mm оръдия. На фона на „картонените“ крайцери на вероятните противници типът „Тренто“ изглежда нелошо. Той има пълноценен, макар и тънък броневи пояс в пределите на цитаделата, сравнително солидни палуба и броня на кулите. Макар и да няма защита от 203 mm снаряди, все пак британският „Кент“ и френският „Дюкен“ не могат да се похвалят дори с това. За тях е опасен даже огънят на разрушителите, особено за практически незащитените френски крайцери. Типът „Тренто“ отстъпва на своите съперници по мореходност, а на британските крайцери и по далечина на плаване, но италианските крайцери са предназначени за действия в Средиземно море и тези недостатъци не изглеждат съществени, особено с оглед изключително изгодното географско положение на Италия.
Заедно с това, тежките крайцери от типа „Тренто“ имат цяла поредица от сериозни недостатъци, които са незабележими на хартия, но крайно отрицателно влияят на действията на тези кораби в годините на войната. Преди всичко, не се оправдава акцента върху скоростта. Рекордите, поставени в парникови условия, си и остават рекорди. В реална бойна обстановка крайцерите от типа „Тренто“ могат продължително да поддържат ход не повече от 30 – 31 възела, т.е. ни повече, ни по-малко, отколкото техните формално по-бавни противници. Корпусът, проектиран за високи скорости, се оказва слаб и силно вибрира.
Вторият съществен недостатък, рязко намаляващ ефективността на този тип крайцери, е тяхната съвършено неудовлетворителна артилерия на главния калибър. Формално много мощните 203 mm оръдия имат прекалено форсирана балистика и са разположени в една люлка, прекалено близко едно до друго. В съчетание с боеприпасите с ниско качество това предопределя крайно неточната стрелба на крайцерите с главния калибър. Изстрелвайки в течение на войната маса снаряди всички италиански тежки крайцери имат само три достоверни попадения, което може да се оцени като съвършено неудовлетворителен резултат.
| Сравнителни ТТХ на тежките крайцери от първо поколение. | Сравнителни ТТХ на тежките крайцери от първо поколение. | Сравнителни ТТХ на тежките крайцери от първо поколение.         | Сравнителни ТТХ на тежките крайцери от първо поколение. | Сравнителни ТТХ на тежките крайцери от първо поколение. | Сравнителни ТТХ на тежките крайцери от първо поколение. |
| Основни елементи                                        | Италия · „Тренто“                                       | Франция „Дюкен“                                                 | Великобритания „Кент“                                   | САЩ „Пенсакола“                                         | Япония „Фурутака“                                       |
| ------------------------------------------------------- | ------------------------------------------------------- | --------------------------------------------------------------- | ------------------------------------------------------- | ------------------------------------------------------- | ------------------------------------------------------- |
| Водоизместимост, стандартна/пълна, t                    | 10 334/13 334                                           | 10 160/12 435                                                   | 9750/13 400                                             | 9097/11 512                                             | 8100/9433                                               |
| Силова установка, к.с.                                  | 150 000                                                 | 120 000                                                         | 80 000                                                  | 107 000                                                 | 102 000                                                 |
| Максимална скорост, възела                              | 36                                                      | 34                                                              | 31,5                                                    | 32,5                                                    | 34,5                                                    |
| Далечина на плаване, мили при скорост, възела           | 4160 (16)                                               | 5500 (15)                                                       | 13 300 (12)                                             | 10 000 (15)                                             | 7900 (14)                                               |
| Артилерия на главния калибър                            | 4×2 – 203 mm                                            | 4×2 – 203 mm                                                    | 4×2 – 203 mm                                            | 2×3 и 2×2 – 203 mm                                      | 6×1 – 200 mm                                            |
| Универсална артилерия                                   | 8×2 – 100 mm                                            | 8×1 – 75 mm                                                     | 4×1 – 102 mm                                            | 4×1 – 127 mm                                            | 4×1 – 76 mm                                             |
| Лека зенитна артилерия                                  | 4×1 – 40 mm, 4×2 – 13,2 mm                              | 8×1 – 37 mm, 6×2 – 13,2 mm                                      | 4×1 – 40 mm                                             | няма                                                    | 4×1 – 40 mm                                             |
| Торпедно въоръжение                                     | 2×3 – 533 mm ТА                                         | 2×3 – 550 mm ТА                                                 | 2×4 – 533 mm ТА                                         | 2×3 – 533 mm ТА                                         | 6×2 – 610 mm ТА                                         |
| Брониране, mm                                           | Борд – 70, палуба– 50, кули – 80, рубка– 100            | Борд – няма, палуба – няма, погреби – 30, кули – 30, рубка – 30 | Борд – 25, палуба – 35, кули – 25, рубка – няма         | Борд – 63 – 102, палуба – 45, кули – 63, рубка – 32     | Борд – 76, палуба – 35, кули – 25, рубка – няма         |
| Екипаж, души                                            | 723                                                     | 605                                                             | 685                                                     | 631                                                     | 625                                                     |